# 下平川 (菊川市)
下平川（しもひらかわ）は静岡県菊川市の大字。

## 地理
菊川市の西部、平川地区の東部・嶺田地区の北部に位置する。東で三沢及び棚草、西で上平川・嶺田・掛川市岩滑、南で赤土、北で土橋と接する。

### 河川
- 牛淵川
- 丹野川

### 字一覧
100以上の字がある（2018年（平成30年）10月16日現在）。
- 末吉（すえよし）
- 六反田（ろくたんだ）
- 雨垂（うたれ）
- 同心田（どうしんでん）
- 羽上（はじょう）
- 大屋敷（おおやしき）
- 枯松（かれまつ）
- 尻髙（しりたか）
- 池村口（いけむらぐち）
- 青木前（あおきまえ）
- 東松原（ひがしまつばら）
- 的場（まとば）
- 長割（ながわじ）
- 堤下（つつみした）
- 西水洗（にしみずあらい）
- 池之内（いけのうち）
- 下東側（しもひがしがわ）
- 官司（かんじ）
- 下西側（しもにしがわ）
- 吉川田（よしかわだ）
- 小松洗（こまつあらい）
- 上神田（かみかみだ）
- 下堀（しもほり）
- 下神田（しもかみだ）
- 西方田（にしほうでん）
- 東方田（ひがしほうでん）
- 袋尻（ふくろじり）
- 六瀬（ろくせ）
- 地極田（じごくだ）
- 内堀田（ふちほりだ）
- 西原田（にしはらだ）
- 布ケ坪（ぬのがつぼ）
- 庄司（しょうじ）
- 塚跨（つかまたぎ）
- 川田（かわだ）
- 田中（たなか）
- 東原田（ひがしはらだ）
- 橋下（はしした）
- 山崎（やまざき）
- 石原（いしはら）
- 大橋（おおはし）
- 引屋敷（ひきやしき）
- 沖右エ門前（おきうえもんまえ）
- 堤（つつみ）
- 八幡谷（はちまんがや）
- 構（みぞ）
- 三廣坊（みひろぼ）
- 上羽上（かみはねうえ）
- 城下（しろした）
- 城山（しろやま）
- 寺屋敷（てらやしき）
- 春日（かすが）
- 御興松（みきまつ）
- 瑞泉ケ谷（ずいせんがや）
- 志味堂（しみどう）
- 太田前（おおたまえ）
- 追手屋敷（おいてやしき）
- 出志ケ谷（でしがや）
- 矢ノ口（やのくち）
- 鉦打（かねうち）
- 大鹿（おおじか）
- 新池（しんいけ）
- 笛吹（ふえふき）
- 井戸ケ谷（いどがや）
- 作司ケ谷（さくじがや）
- 丸山（まるやま）
- 蝮塚（まむしづか）
- 小山平（こやまだいら）
- 後山（うしろやま）
- 谷口（たにぐち）
- 道三（どうさん）
- 小巣ケ谷（こずがや）
- 口芳ケ谷（くちよしがや）
- 五郎ケ谷（ごろうがや）
- 中芳ケ谷（なかよしがや）
- 長坂（ながさか）
- 中段原（なかだんばら）
- 大谷（おおや）
- 板鳥ケ谷（いたどりがや）
- 荒田ケ谷（あらたがや）
- 芳ケ谷（よしがや）
- 宇洞下（うどうした）
- 舟窪（ふなくぼ）
- 垂ケ谷（たるがや）
- 元朱印（もとしゅいん）
- 白貞（はくてい）
- 奥之谷（おくのや）
- 水ケ谷（みずがや）
- 瀧ケ谷（たつがや）
- 北之谷（きたのや）
- 向側（むこうがわ）
- 池奥（いけおく）
- 七反田（ひちたんだ）
- 寺街戸（てらかいと）
- 橋上（はしうえ）
- 井ノ木海戸（いのきがいと）
- 荒添（あらぞえ）
- 籠六（かごろく）
- 三田畑（みたばたけ）
- 五反通り（ごたんどおり）
- 中割（なかわり）
- 上黒沢（かみくろさわ）
- 東藤後（ひがしとうご）
- 才勝（さいかつ）

## 歴史

### 沿革
- 1889年（明治22年）4月1日 - 町村制の施行により、城東郡下平川村が周辺の村と合併し、城東郡平田村となる[WEB 7]。旧村名は平田村の大字として残る[WEB 8]。
- 1896年（明治29年）4月1日 - 郡制の施行により所属郡が小笠郡に変更。
- 1954年（昭和29年）3月31日 – 平田村が小笠村・南山村と新設合併を行い、小笠町が発足する。
- 2005年（平成17年）1月17日 – 小笠町が菊川町と新設合併を行い、菊川市となる。

## 施設
- 静岡県警察菊川警察署小笠交番
- 中央公民館（菊川市役所小笠支所）
- 社会福祉法人 ひかり福祉会 ひかり保育園
- 菊川市立岳洋中学校
- 菊川市立小笠図書館
- 小笠郵便局
- JA遠州夢咲本店・小笠支店
- NOKフガクエンジニアリング 静岡工場（NOKグループ）
- スーパー田子重小笠店
- 杏林堂ドラッグストア小笠店
- コメリハード&グリーン小笠店
- セブン-イレブン菊川下平川店
- ローソン菊川下平川店
- apollostation小笠町SS（有限会社セントラル石油が運営）
- JASS-PORTおがさSS（ジェイエイ静岡燃料サービスが運営）
- おがさセントラルパーク

## 交通

### バス
- しずてつジャストライン 菊川浜岡線：（菊川駅前 方面 - ）城山下 - 堤 - 平田 - 平田本町 - NOKフガクエンジニアリング前（ - 浜岡営業所 方面）
- 菊川市コミュニティバス
  - 丹野・嶺田コース：（菊川市立総合病院 方面 - ）杏林堂小笠店 - JA遠州夢咲本店 - 田子重小笠店 - 小笠支所 - 平田（ - 西ヶ崎公民館 方面）
  - 三沢・河東コース：（菊川市立総合病院 方面 - ）杏林堂小笠店 - JA遠州夢咲本店 - 田子重小笠店 - 小笠支所 - 平田 - 岳洋（ - 赤土・河東 方面）
  - 奈良野・布引原コース（コミタクくん）：（菊川市立総合病院 方面 - ）堤 - 平田 - ひらかわ会館 - 小笠支所 - 杏林堂小笠店 - JA遠州夢咲本店 - 田子重小笠店 - 岳洋（ - 布引原北公民館 方面）

### 道路
- 静岡県道37号掛川浜岡線
- 静岡県道69号相良大須賀線

## その他

### 学区
小学校・中学校の学区は以下の通りである。
| 番・番地等 | 小学校               | 中学校             |
| ---------- | -------------------- | ------------------ |
| 全域       | 菊川市立小笠北小学校 | 菊川市立岳洋中学校 |

### 警察
警察の管轄区域は以下の通りである。
| 番・番地等 | 警察署     | 交番・駐在所 |
| ---------- | ---------- | ------------ |
| 全域       | 菊川警察署 | 小笠交番     |

### WEB
1. ↑  “h02_22.csv”.   総務省 (2022年2月10日). 2025年1月11日閲覧。
2. ↑  “静岡県菊川市 (22224)”.   人文学オープンデータ共同利用センター. 2025年1月11日閲覧。
3. ↑  “静岡県 菊川市 下平川の郵便番号 - 日本郵便”.   日本郵便. 2025年2月15日閲覧。
4. ↑  “市外局番の一覧”.   総務省 (2022年3月1日). 2025年1月11日閲覧。
5. ↑  “事業所案内及び管轄地域（事務所3件、分室3件）”.   一般社団法人静岡県自動車会議所. 2025年1月11日閲覧。
6. ↑  “菊川市小字一覧 - 静岡県オープンデータ”.   静岡県 (2018年10月16日). 2025年1月11日閲覧。
7. ↑  “historyofcities.pdf”.   静岡県総務部合併推進室・財団法人静岡県市町村振興協会. 2025年1月11日閲覧。
8. ↑  “解説ページ”.   株式会社エア. 2025年1月11日閲覧。
9. ↑  “菊川市／通学区域一覧”.   菊川市 (2024年4月1日). 2025年1月11日閲覧。
10. ↑  “交番駐在所一覧表｜静岡県警察”.   静岡県警察 (2023年6月12日). 2025年1月11日閲覧。